# Comité central national

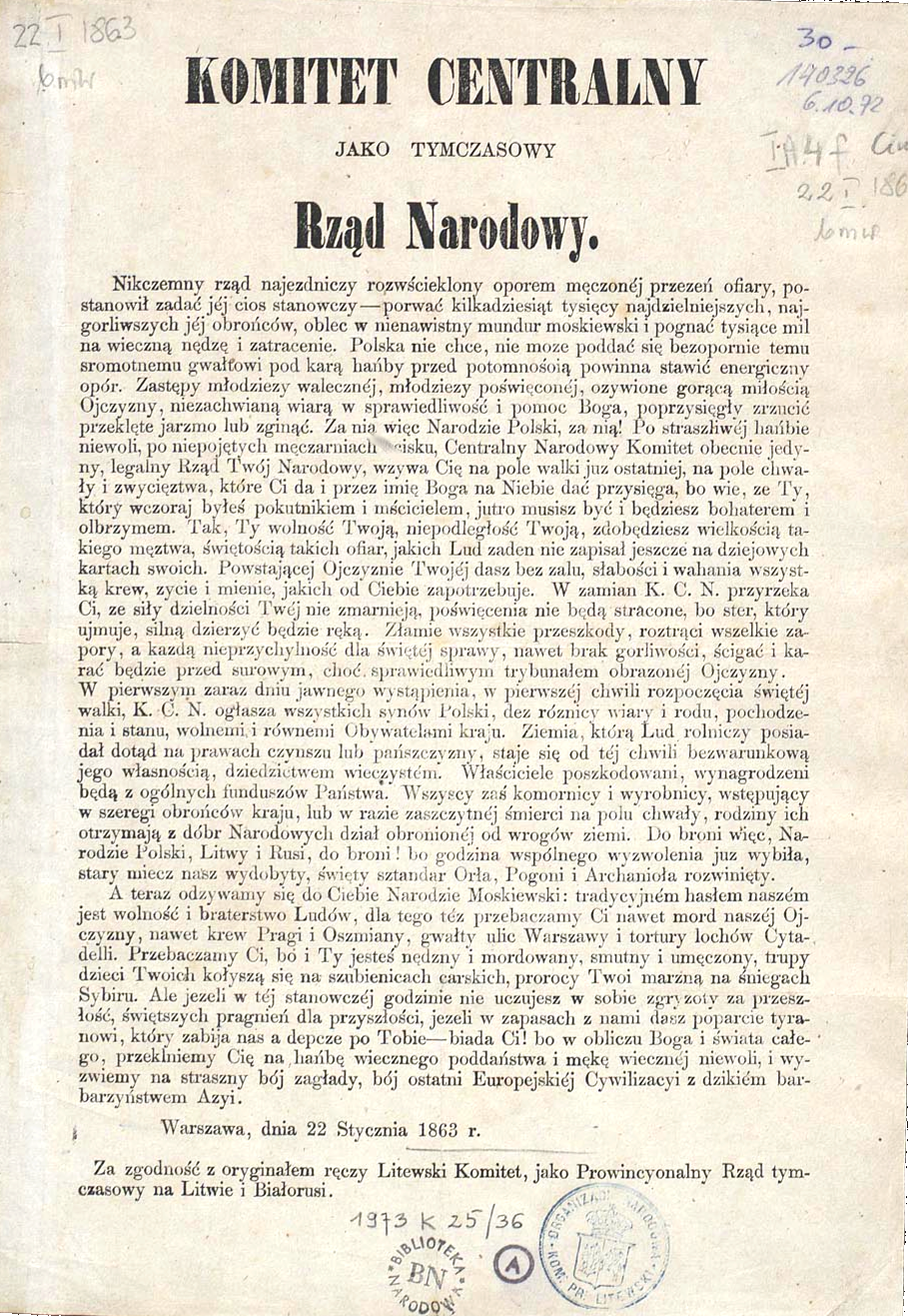
La proclamation du 22 janvier 1863 appelant à l'insurrection

Le Comité central national (en polonais : Komitet Centralny Narodowy (KCN)), organe de coordination de l'organisation clandestine des Rouges, créé en juin 1862 à Varsovie afin de prendre le contrôle de l'ensemble des mouvements de conspiration dans le Royaume du Congrès.
Le Comité central national dirige les préparatifs de l'insurrection janvier, élargi l'organisation clandestine, prélève un impôt national, appelle à la création d'une police nationale. Le 12 août 1862, le Comité proclame l'abolition du servage sans compensation pour les propriétaires terriens, le rachat des terres, ainsi que l'égalité des droits pour les Juifs.
Dans sa proclamation du 1er septembre 1862, le Comité se déclare le véritable gouvernement de la nation et exige l'obéissance de l'ensemble de la société. L'organe officiel de presse du Comité est Ruch. Agaton Giller (pl) en est le rédacteur en chef.

## Principaux membres du Comité central national
- Oskar Awejde (depuis le 3 janvier 1863)
- Stefan Bobrowski (du 3 au 19 janvier 1863)
- Władysław Daniłowski (pl)
- Jarosław Dąbrowski chef de la ville de Varsovie
- Agaton Giller (pl) affaires étrangères et relation presse (depuis le 3 janvier 1863)
- Józef Kajetan Janowski (pl) affaires intérieures
- Witold Marczewski
- Karol Mikoszewski (pl) soins pour les personnes
- Jan Majkowski (pl) finances (depuis le 3 janvier 1863)
- Zygmunt Padlewski (pl), chef militaire de la ville de Varsovie, affaires militaires
- Bronisław Szwarce (pl)